# NK Croatia Bogdanovci
NK Croatia je nogometni klub iz Bogdanovaca. 
U sezoni 2020./21. se natječe u 1. ŽNL Vukovarsko-srijemska.

## Povijest
Nogometni klub Croatia Bogdanovci osnovan je 1947. godine pod imenom NK Sremac. Od 1990. godine nosi sadašnji naziv.
U sezonama 1969/70., 1971/72. i 1982/83. klub osvaja prvenstvo nogometnog saveza područja Vukovara.
Klub je nekoliko sezona igrao u 2. ŽNL, a u sezonama 2012./13. i 2013./14. je igrao u 1. ŽNL Vukovarsko-srijemska.